# Phaea mirabilis
Phaea mirabilis là một loài bọ cánh cứng trong họ Cerambycidae.